# Astley (Shropshire)
Astley è un villaggio e parrocchia civile dell'Inghilterra, appartenente alla contea dello Shropshire.